# Кварацхелия, Михаил Васильевич
Михаил Васильевич Кварацхелия (1910 год, деревня Накифу, Зугдидский уезд, Кутаисская губерния, Российская империя — неизвестно, Грузинская ССР) — советский хозяйственный, государственный и политический деятель, первый секретарь Цаленджихского райкома партии. Герой Социалистического Труда (1948). Отличник физической культуры и спорта (1951).

## Биография
Родился в 1910 году в крестьянской семье в деревне Накифу Зугдидского уезда.
Окончил Зугдидский сельскохозяйственный техникум. Трудился садовником в Сухумской сельскохозяйственной опытной станции. Получил высшее агрономическое образование. С 1938 года — старший агроном, начальник Цаленджихского районного сельскохозяйственного отдела. В 1939 году вступил в ВКП(б).
С конца 1941 года — начальник политотдела МТС в Хоби. В последующие годы: начальник районного отдела сельского хозяйства Клухорского района, второй секретарь Клухорского райкома партии. В 1945 году избран первым секретарём Цаленджихского райкома партии.
Будучи первым секретарём Цаленджихского района, занимался развитием сельского хозяйства в районе. В 1947 году обеспечил перевыполнение в целом по району планового сбора кукурузы на 58,1 %. Указом Президиума Верховного Совета СССР от 21 февраля 1948 года удостоен звания Героя Социалистического Труда за «получение высоких урожаев кукурузы и пшеницы в 1947 году» с вручением ордена Ленина и золотой медали «Серп и Молот» (№ 874).
Этим же Указом званием Героя Социалистического Труда были также награждены руководители Цаленджихского района главный районный агроном Иона Онисимович Лукава, заведующий районным отделом сельского хозяйства Андрей Гелаевич Чантурия и труженики колхоза имени Молотова Цаленджихского района Александр Максимович Абрамия, Мария Юлоновна Гигиберия, Леонтий Ноевич Килава.
За выдающиеся трудовые показатели по району по итогам Четвёртой пятилетки (1946—1950) был награждён вторым Орденом Ленина.
Избирался депутатом Верховного Совета Грузинской ССР 2-го и 3-го созывов.
С 1969 года — персональный пенсионер союзного значения. Умер после 1970 года.

## Награды и звания
- Герой Социалистического Труда (21.02.1948).
- орден Ленина (21.02.1948; 14.11.1951)
- орден Трудового Красного Знамени (24.02.1946)
- орден «Знак Почёта» (07.01.1944)